# Coleophora bagorella
Coleophora bagorella é uma espécie de mariposa do gênero Coleophora pertencente à família Coleophoridae.